# Moral Reforma

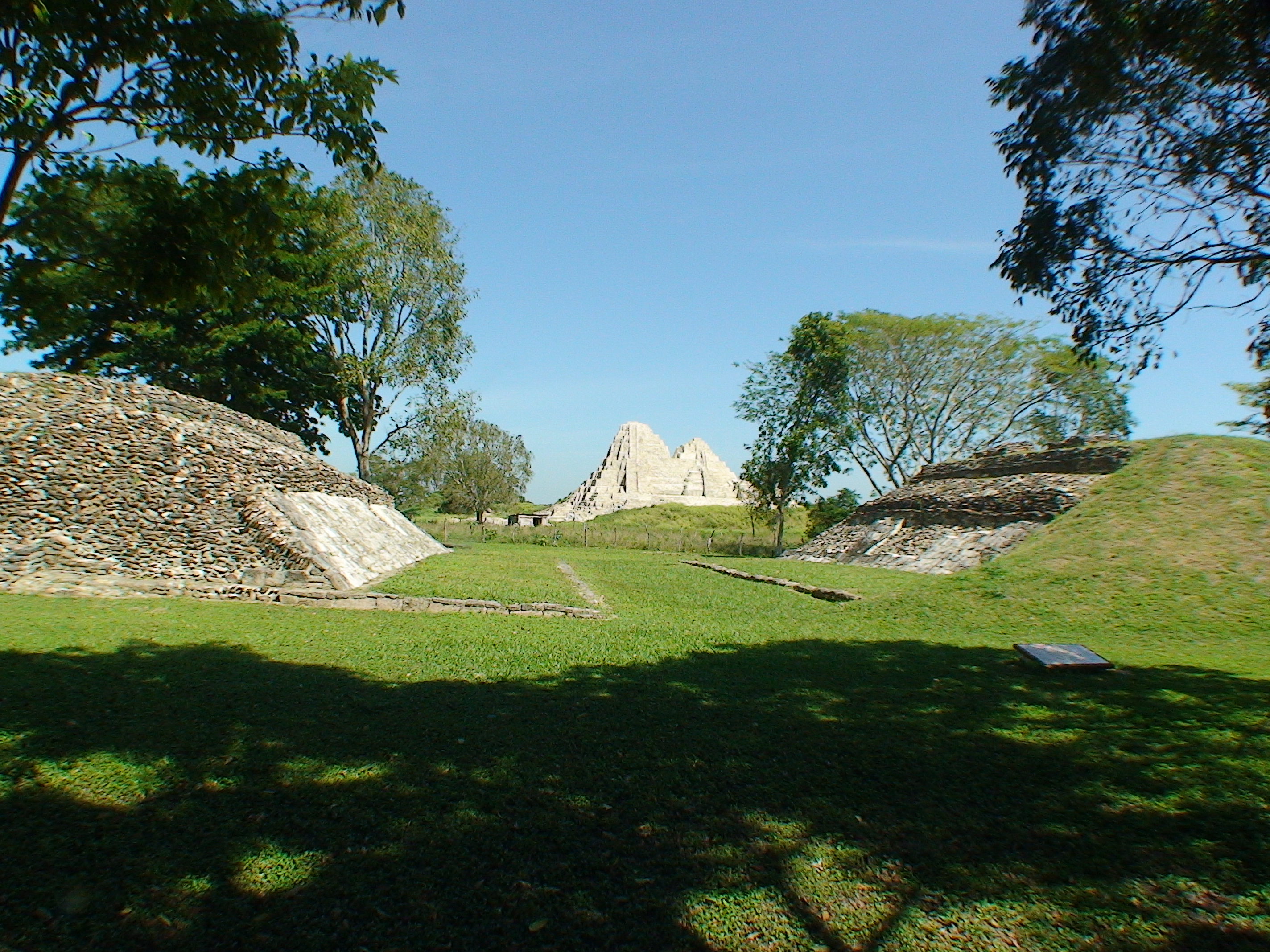
Ballspielplatz und Doppelpyramide

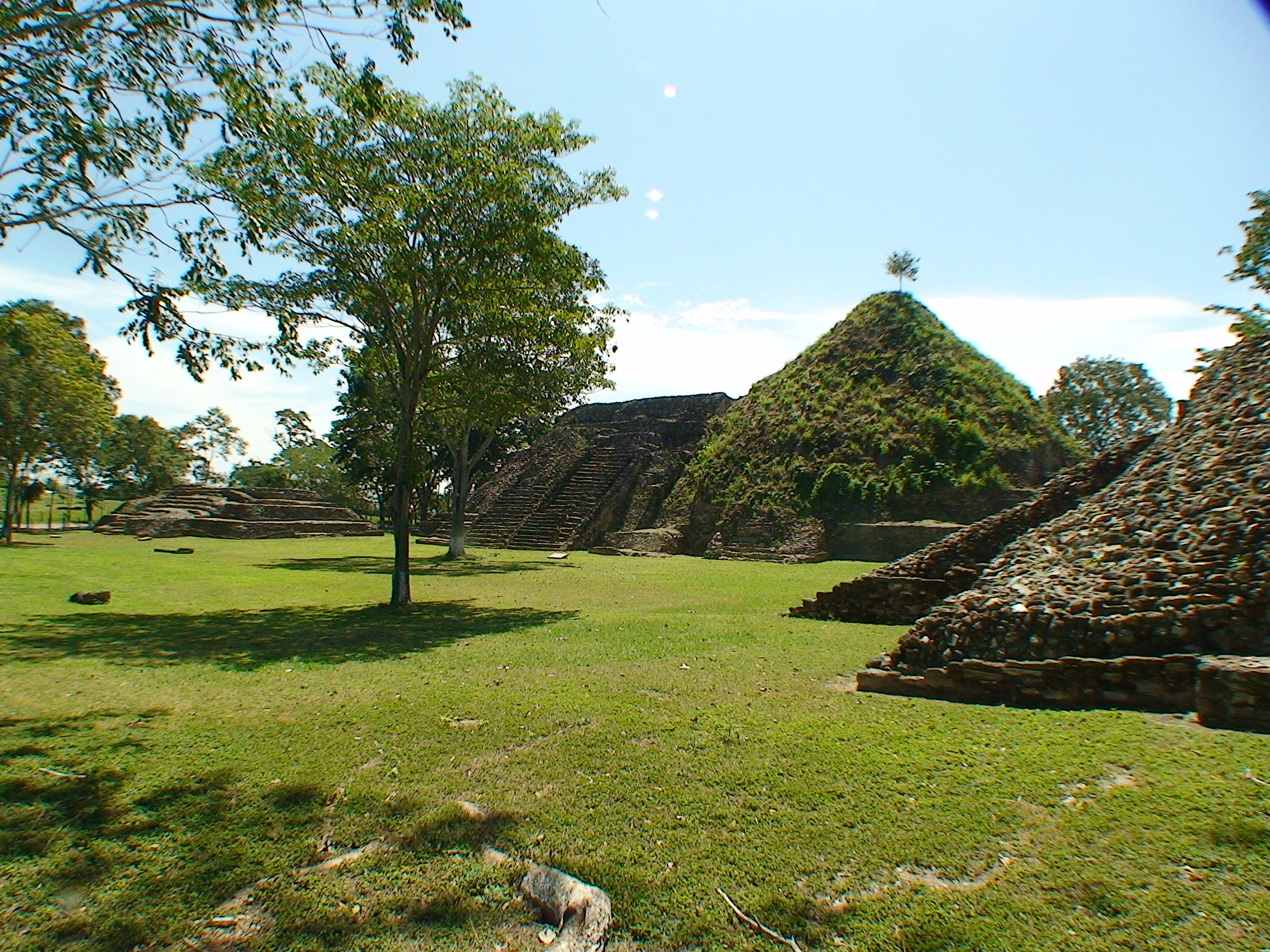
Pyramiden E1 und E2

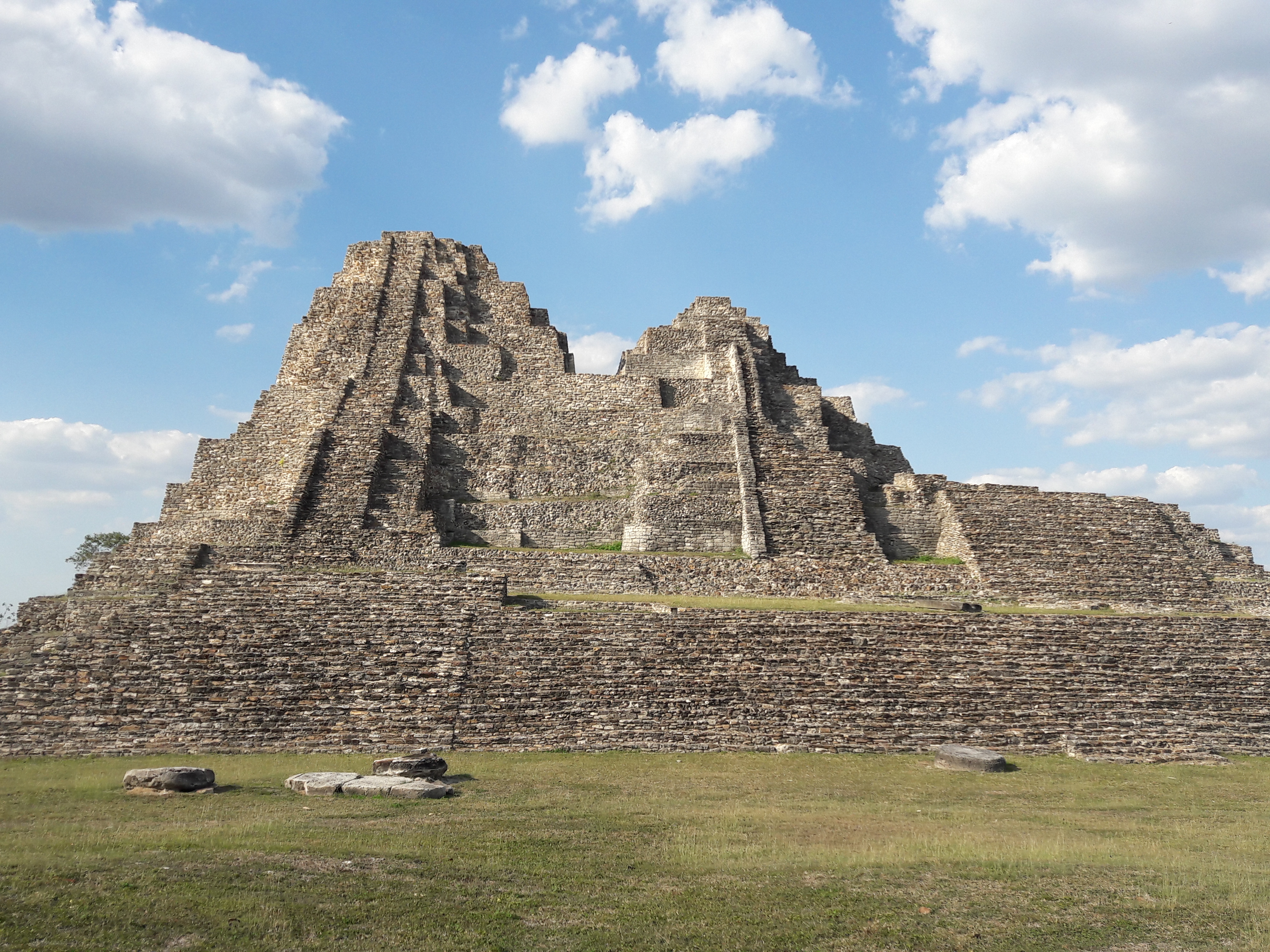
Doppelpyramide der Gruppe 2

Moral Reforma (auch bekannt unter den Namen La Reforma, Morales u. a.) ist eine Ruinenstätte der Maya aus dem Mittleren und Späten Klassikum im mexikanischen Bundesstaat Tabasco. Gemäß den kaum noch lesbaren Datumsglyphen auf den fünf bisher bekannten Stelen erlebte sie ihre Blütezeit in den Jahren 600 bis 750 n. Chr.

## Lage
Die archäologische Stätte liegt im Schwemmland des Río San Pedro, nahe dessen Mündung in den Río Usumacinta, ca. 3 km nordwestlich des kleinen Orts La Reforma bzw. knapp 50 km (Luftlinie) nordöstlich der Stadt Tenosique de Pino Suárez. 

## Geschichte
Die Entzifferung der Inschriften auf den fünf Stelen gibt nur einen begrenzten Einblick in die Geschichte des Ortes. Stele 4 berichtet, dass im Jahr 655 ein Herrscher geboren wurde, dessen Name vorläufig mit „Falkenkopf“ umschrieben wird. Schon fünf Jahre später, also noch als Kind, durchlief er die Zeremonien zur Erlangung der Herrscherwürde; ein Jahr später wurde diese Zeremonie wiederholt, wobei er von dem Herrscher Yuknoom Ch'een II. von Calakmul abhängig war. Später (690) wurde die Zeremonie nochmals ausgeführt, aber diesmal in Palenque, wodurch die Abhängigkeit des Ortes vom dortigen Herrscher Kan B'ahlam II. dokumentiert wurde. Zu diesem Wechsel passt, dass Calakmul zwischenzeitlich an Bedeutung verloren hatte und wenige Jahre später von Tikal unterworfen werden konnte. Stele 1 berichtet für das Jahr 756 von einem Herrscher, dessen Name genauso schwierig zu lesen ist wie der alte Name der Ruinenstätte. Auf der bildlichen Darstellung ist ein Herrscher zu sehen, der einen Gefangenen niedertritt und -schlägt. Auch ist in den Texten von zahlreichen Kriegen gegen benachbarte Orte die Rede.
Die erste Erwähnung des Fundortes im Jahr 1907 geht auf Teobert Maler zurück, der den Ort La Reforma II nannte. In den späten 1930er Jahren entdeckte E. Wyllys Andrews IV. die Stele 1, Pavón Abreu dann 1945 die Stelen 2 und 3. Seit dem Jahr 1992 finden Ausgrabungen und Restaurierungen in den Gruppen 1 und 2 statt. Der auf einer niedrigen Erhebung gelegene Fundort wurde erst im Jahr 2009 der Öffentlichkeit zugänglich gemacht.

## Archäologische Stätte
Da andere Steine kaum verfügbar waren, besteht das Baumaterial zumeist aus unbearbeiteten, etwa faustgroßen Flusskieseln, deren Außenhaut in der Regel mit bemaltem Kalkputz (Stuck) bedeckt war.

### Gruppe 1
Die Gruppe 1 liegt um einen länglichen Hof, dessen Ränder nicht deutlich begrenzt sind. Sie wird von drei kleineten Pyramiden unterschiedlicher Höhe gebildet und umfasst auch den Ballspielplatz.

### Gruppe 2
Die Gruppe 2 besteht aus zwei miteinander verbundenen und maximal 27 m hohen Pyramiden. Zu der höheren, nördlichen führt nur eine schmale Treppe hinauf, die südliche, der im Süden eine Plattform vorgelagert ist, besitzt eine breite Treppe. Von den Tempeln an der Spitze der Pyramiden sind nur geringe Reste erhalten.

## Stelen
Innerhalb der Ruinenstätte wurden bislang fünf schlecht erhaltene Kalkstein-Stelen mit Maya-Glyphen und Herrscherdarstellungen entdeckt. Zwei werden heute im Museo Regional de Antropología Carlos Pellicer Cámara in Villahermosa aufbewahrt; drei weitere Stelen befinden sich im Museo Arqueológico José Gómez Panaco der Kleinstadt Balancán de Domínguez.

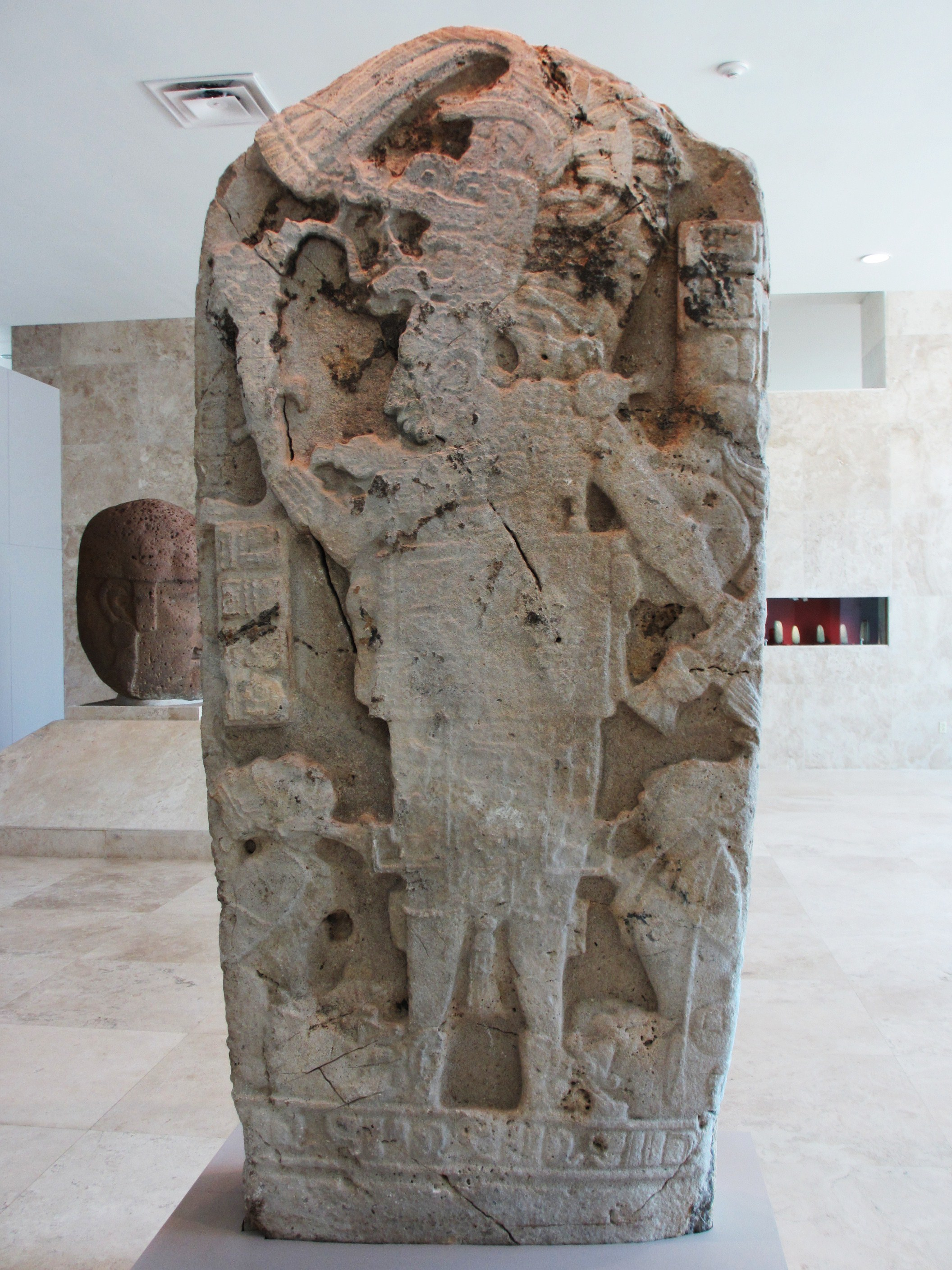
Stele 1
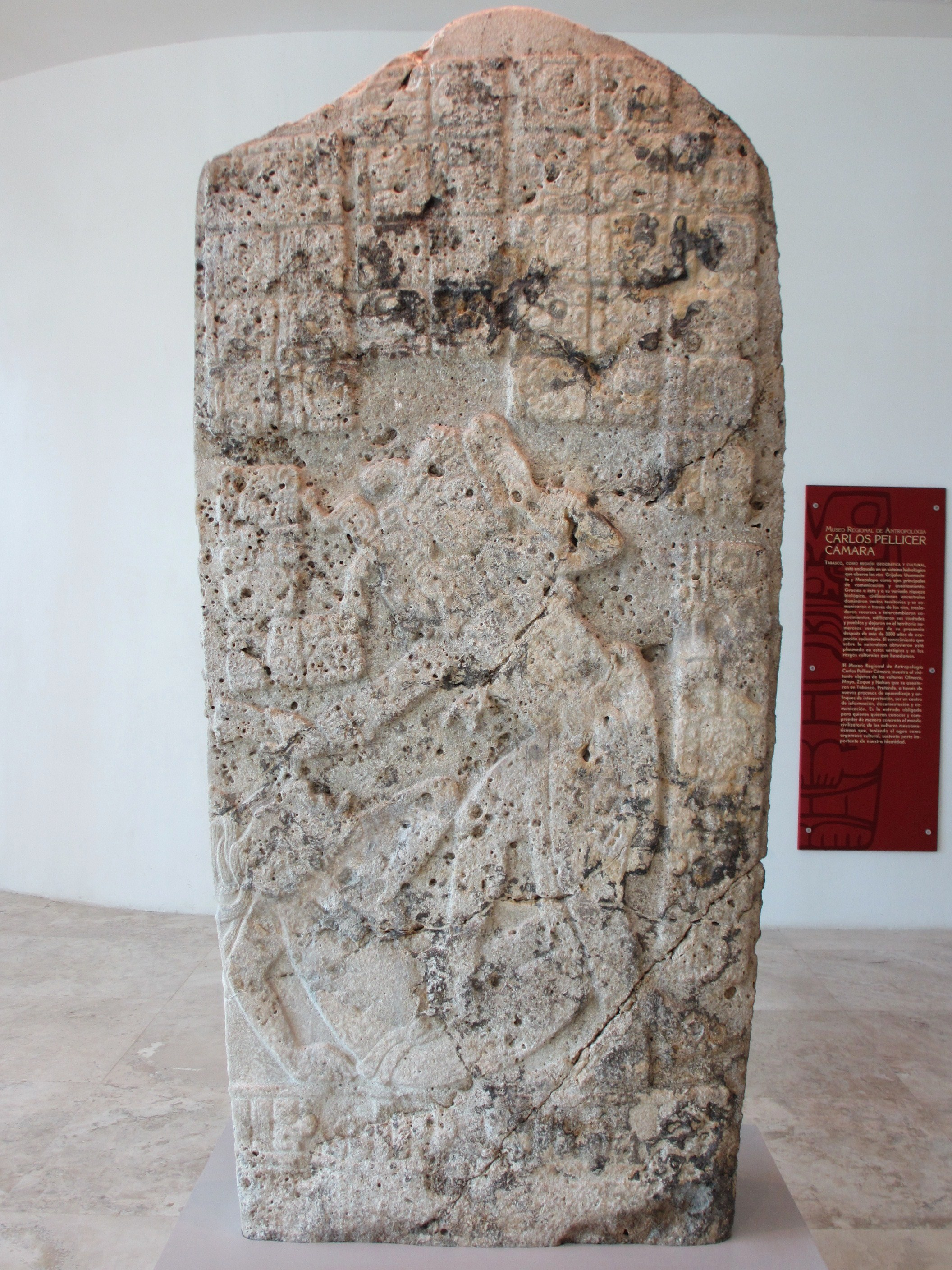
Stele 1 (Rückseite)
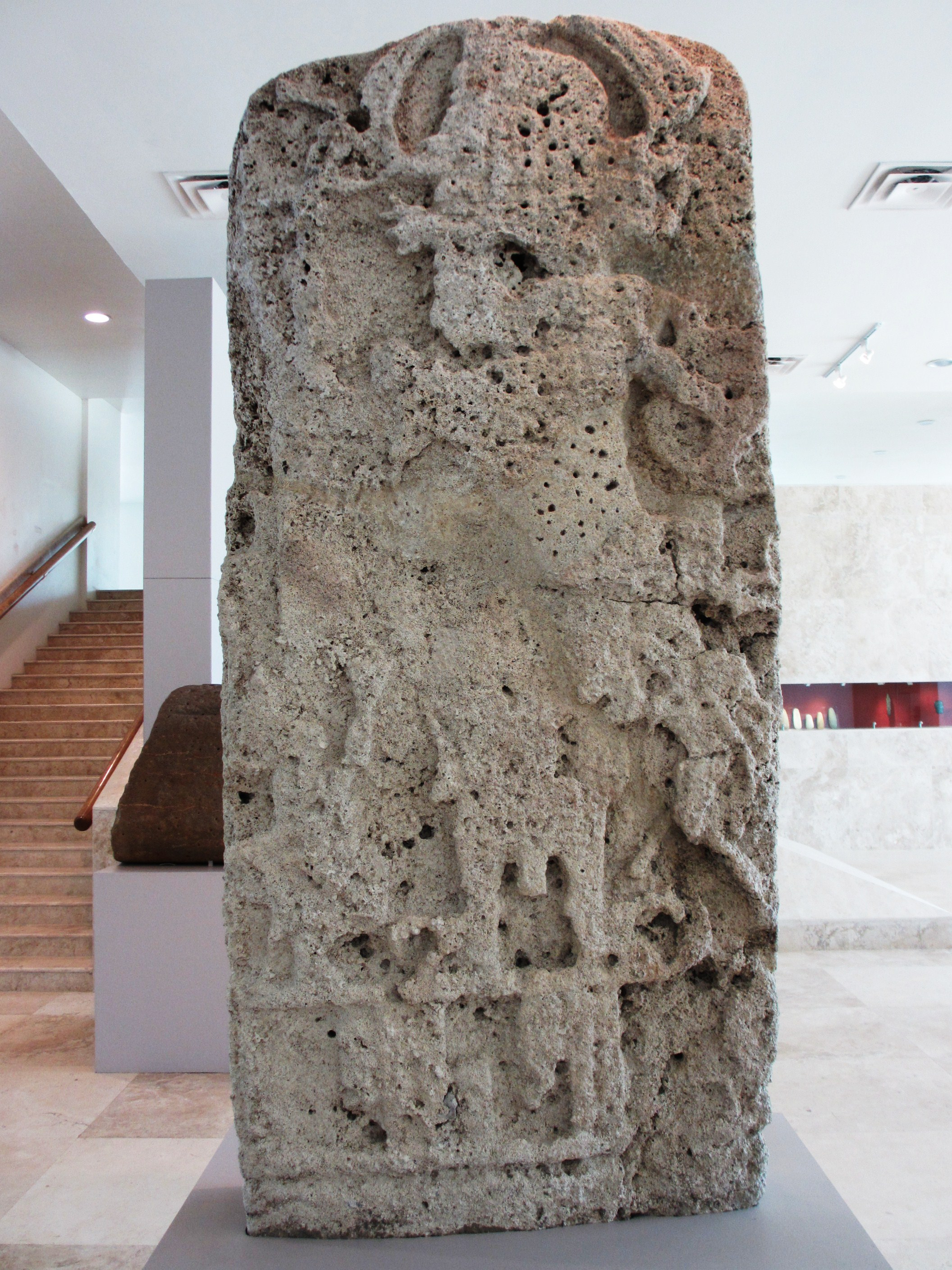
Stele 2